# Нововасилевский поселковый совет (Приазовский район)
Нововасилевский поселковый совет (укр. Нововасилівська селищна рада) — входит в состав
Приазовского района
Запорожской области
Украины.
Административный центр поселкового совета находится в
пгт Нововасилевка.

## История
- 1957 — дата образования.

## Населённые пункты совета
- пгт Нововасилевка
- пос. Домузлы
- с. Новоалександровка
- с. Пивденное